# Argyrosomus

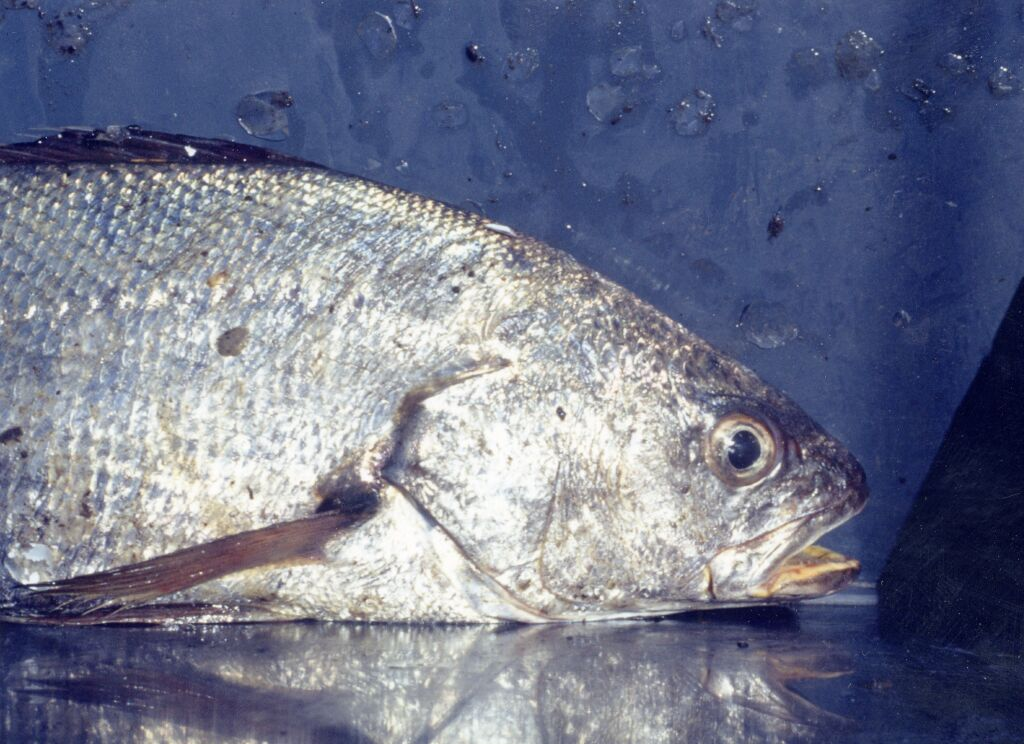
Argyrosomus regius

Argyrosomus  é um género de peixe da família Sciaenidae e da ordem Perciformes.

## Morfologia
São peixes grandes. Argyrosomus regius atinge 230 cm de comprimento.

## Espécies
- Argyrosomus amoyensis (Bleeker, 1863)[4]
- Argyrosomus beccus (Sasaki, 1994)[5]
- Argyrosomus coronus  (Griffiths & Heemstra, 1995)[6]
- Argyrosomus heinii (Steindachner, 1902)[7]
- Argyrosomus hololepidotus (Lacépède, 1801)[8]
- Argyrosomus inodorus  (Griffiths & Heemstra, 1995)[6]
- Argyrosomus japonicus (Temminck & Schlegel, 1843)[9]
- Argyrosomus regius  (Asso, 1801)[10]
- Argyrosomus thorpei (Smith, 1977)[11][12][13][14][15][16][17][18]

## Observações
São um troféu cobiçado entre os pescadores desportivos.